# Bulbophyllum fletcherianum
Bulbophyllum fletcherianum é uma espécie de orquídea (família Orchidaceae) pertencente ao gênero Bulbophyllum. Foi descrita por Robert Allen Rolfe em 1911.

O Bulbophyllum fletcherianum, é uma orquídea tamanho gigante nativa da Nova Guiné. É a orquídea com a maior folha, que pode chegar a 1,5 ou 1,8 m de comprimento com até 30 cm de largura. Seus pseudobulbos são arredondados e podem ficar do tamanho de uma laranja. Podem habitar rochas e árvores com musgos, e suas raízes precisam constantemente de água. As flores são conhecidas pelo cheiro de carniça, o que atrai polinizadores como besouros e moscas. O tempo de crescimento desde o tamanho de muda até o tamanho de adulta para  florir pode levar quase uma década. É uma planta que nao tolera muito frio, preferindo climas mais quentes.